# Филинская (Двиницкое сельское поселение)
Филинская — деревня в Сямженском районе Вологодской области.
Входит в состав Двиницкого сельского поселения, с точки зрения административно-территориального деления — в Двиницкий сельсовет.
Расстояние по автодороге до районного центра Сямжи — 51 км, до центра муниципального образования Самсоновской — 11 км. Ближайшие населённые пункты — Игнашевская, Роговицынская, Курьяновская.
По переписи 2002 года население — 14 человек.